# فلین، قلمرو پایتختی استرالیا
فلین (به انگلیسی: Flynn) یک حومه شهر در استرالیا است که در قلمرو پایتختی استرالیا واقع شده‌است.